# Кейн (Command & Conquer)
Кейн (англ. Kane) — вымышленный персонаж, переходящий антагонист игр франшизы Command & Conquer, созданной компанией Westwood Studios и принадлежащей корпорации Electronic Arts. Актёр — Джозеф Дэвид Кукан. Имя «Кейн» созвучно имени «Каин» (англ. Caine). Некоторые члены Братства Нод и ГСБ верят, что Кейн и есть тот самый Каин. Земля где, согласно Библии, Каин жил после убийства Авеля, именуется «Нод».
Ставшие лозунгами Братства Нод расхожие фразы Кейна — «одно дело — одна цель» (one vision — one purpose) и «мир через силу» (peace through power).

## Участие и роль
Кейн появлялся на протяжении всей тибериевой серии в качестве лидера Братства Нод. Судя по сюжету первой части Command & Conquer: Red Alert, Кейн был малоизвестным советником Иосифа Сталина во время вторжения Советского Союза в Европу. Кейн был тайным вдохновителем действий Иосифа Сталина, и следовательно Советского Союза, и, по всей видимости, спровоцировал мировую войну между СССР со странами Альянса, чтобы способствовать достижению долгосрочных целей Братства Нод. Кейн обладает способностями телепатии и даром предсказания. Имеет огромное влияние по всему миру. Лояльные ему воины называют его «Великим Пророком», «Бессмертным», «Воскресителем», сепаратисты и предатели же называют его совсем иначе — «Безумец», «Еретик», «Предатель, оставляющий Братство на грани развала». Последнее изречение возможно напоминает о распаде Братства после Второй Тибериевой Войны. Сам Кейн очень нервный, сразу же расправляется с отступниками и сепаратистами. Главная цель Кейна известна только ему самому. Прибежище Кейна — Храм Нод. Во время Первой и Третьей войн — в Сараево, во Второй войне — Пирамида Кейна в Египте.

### «Три Смерти» Кейна
Кейна каждый раз «уничтожали» ионным орудием ГСБ, но накануне очередного обострения конфликта Кейн «воскрешался» снова и снова. По-видимому, Кейн перед обстрелом Храма прятался глубоко в подземелье, куда имеют доступ только сам Кейн и группа самых преданных ему солдат. Во время Третьей Тибериевой Войны, в момент удара ионного орудия Кейна не было в Главном Храме, так что «смертью» это было лишь для публики.
Бытует также версия, что Кейн клонируется после каждой гибели. Ещё говорят, что он неуязвим и живёт с незапамятных времён. В ходе игры Command & Conquer: Renegade главный герой натыкается на древнеегипетские изображения, в которых фигурирует Кейн, что может служить подтверждением этих слухов. Также подтверждает эту версию фраза, произнесённая Кейном в трейлере Tiberian Twilight: «Я работал тысячи лет в этом направлении…» Также он не раз говорит о людях как о другой цивилизации, что наводит на мысль о внеземном происхождении Кейна.

### Кейн и отношения с ГСБ
Для ГСБ способности Кейна кажутся безумием. Совет удивился, когда Кейн вернулся ко Второй войне. Командиру МакНилу удалось серьёзно травмировать его, но его живучесть во время рукопашных боёв ещё больше удивила высших командиров ГСБ. Во время Третьей войны Кейн вынудил нанести по Главному Храму в Сараево удар ионным орудием, что вызвало детонацию привезённого туда огромного запаса жидкого тиберия. В точном соответствии с планом Кейна, тиберий стал разрастаться в десятки раз интенсивнее. И кроме того, мощнейший выброс энергии привлёк на Землю пришельцев, чего Кейн и добивался.

### Кейн и Скринны
Во второй войне, когда Кейн применял ИИ CABAL для проведения операций, солдаты Братства обнаружили корабль иноземного происхождения. Боевики Братства извлекли из корабля Тацит — огромный информационный носитель, который помог Кейну предугадать вторжение. После мощного взрыва в Храме во время Третьей войны, множество международных каналов начало активно публиковать кадры, на которых явно видно вторжение на планету нескольких десятков кораблей, напоминающих тот самый корабль, который был обнаружен во время Второй войны.
Инопланетяне, которых называли Скриннами, были удивлены преждевременной детонации Крови Богов (тиберия) и большому количеству выживших аборигенов. Согласно их замыслу, занесенный на планету тиберий должен был полностью покрыть планету и уничтожить живущие на ней организмы, сигналом готовности «собирать» урожай должны были стать выбросы жидкого тиберия. Однако преждевременный выброс, спровоцированный взрывом Храма Нод, сорвал все планы пришельцев по сбору минерала на планете.
После неуспешной фазы диверсионной войны с землянами (флот атакующий Землю не был предназначен для ведения боевых действий, а представлял собой гражданскую добывающую операцию с охраной), пришельцы начали расследование аномалии.
Проанализировав добытые архивы Нод, в том числе видео брифинги, пришельцы пришли к выводам:
- кто-то на Земле специально спровоцировал взрыв Крови Богов (Тиберия) и таким образом позвал пришельцев
- этот кто-то представлял военную мощь невоенной флотилии пришельцев
- дирижирует происходящим Кейн.

Кто такой Кейн в глазах землян пришельцы знали, но слишком поздно они поняли, что попали в тщательно спланированную ловушку. Понять кто Кейн на самом деле они не успели — несмотря на то что Повелитель Скринн приказал продолжить расследования «пришельца», штейгер (капитан флотилии скриннов), оборвал связь с центром в попытке достроить межзвездный портал и покинуть ловушку.
Целью Кейна были так называемые Вышки Предела, огромные башни, которые строили пришельцы, с целью транспортировки добытого тиберия и возвращения домой. Вышки использовали технологию переноса вещества через межгалактическое пространство, вероятно телепортацию, а по окончании строительства рассинхронизировались с пространственно-временным контиинуумом и становились неуничтожимыми.
Кейн армиями Нод защитил одну из Вышек Предела от ГСБ, которые начали теснить, а впоследствии уничтожили пришельцев на Земле.
В финале саги вместе с армией верных последователей Кейн покинул Землю и напоследок запустил Сеть Контроля Тиберия, тем самым закончив тибериевую эпоху на Земле.
Гибель «Филадельфии» - не несчастный случай. Мы снесли голову «гидре» враждебной идеологии. Конец страха и рождение надежды. Дети Нод, возрадуйтесь! Кровь ваших угнетателей потечёт рекой, придёт конец полувековой тирании. Грядёт перерождение. Грядёт новая эра. Будущее за нами.Кейн выступает на телевидении перед началом Третьей тибериевой войны

### Сущность Кейна
Кейн — не простой человек. Это можно проследить по внешности Кейна со времени Первой Тибериевой Войны. Прошло больше 80 лет, но тело осталось молодым. Также, при нападении скриннов на землю, Советник Повелителя обратил внимание на Кейна.
«Обнаружена неизвестная мутация! Повелитель настаивает на расследовании!»
Кто такой Кейн в глазах землян пришельцы знали, но слишком поздно они поняли, что попали в тщательно им спланированную ловушку. Понять, кто Кейн на самом деле они не успели — несмотря на то, что Повелитель скринн приказал продолжить расследования «пришельца», штейгер (капитан флотилии скриннов) оборвал связь с центром в попытке достроить межзвездный портал и покинуть ловушку.
Вскоре он создал 5 оптических имплантатов и передал 4 своим помощникам и командиру, благодаря которому ГСБ победили в Третьей Тибериевой войне. Предназначение этих имплантатов было строго засекречено Кейном. Все эти имплантаты представляли собой коды активации Вышки Предела скриннов. Из 5 носителей имплантатов остался командир, остальных убили сепаратисты Нод, возглавляемые лжепророком Гидеоном.
В заключительной части Tiberian Twilight, Кейн признаётся командиру, что он очень долго жил: «Я жил на вашей планете тысячелетиями, видел, как вы жили в пещерах. Но я привел вас к триумфу». Действительно, Кейн тысячелетиями манипулировал и направлял в своих целях жизнь на планете, организовывал войны, создавал и рушил империи с целью форсировать развитие человечества и покинуть Землю.
Финальным актом стало:
- создание армии верных Кейну фанатиков Нод,
- кража технологий Скринн, которых Кейн же в ловушку на Землю и заманил,
- создание Сети Контроля Тиберия, управляющую процессом роста кристаллов и потратившей большую часть тиберия на Земле для открытия портала Вышки Предела в неизвестном направлении.

## Появление в играх
- Command & Conquer
- Command & Conquer: Red Alert
- Command & Conquer: Tiberian Sun
- Command & Conquer: Tiberian Sun - Firestorm
- Command & Conquer: Renegade (В виде трёхмерной модели)
- Command & Conquer 3: Tiberium Wars
- Command & Conquer 3: Kane's Wrath
- Command & Conquer 4: Tiberian Twilight
- Red Alert Online
- Command & Conquer: Rivals
- Command & Conquer Remastered Collection

## Критика и отзывы
- Персонаж занял 4 место в списке «Доска почёта. Бессмертные» журнала «Мир фантастики»[1]
- Журнал Empire поставил Кейна на 31 место в списке 50 величайших персонажей компьютерных игр.[2].